# Kalapodi

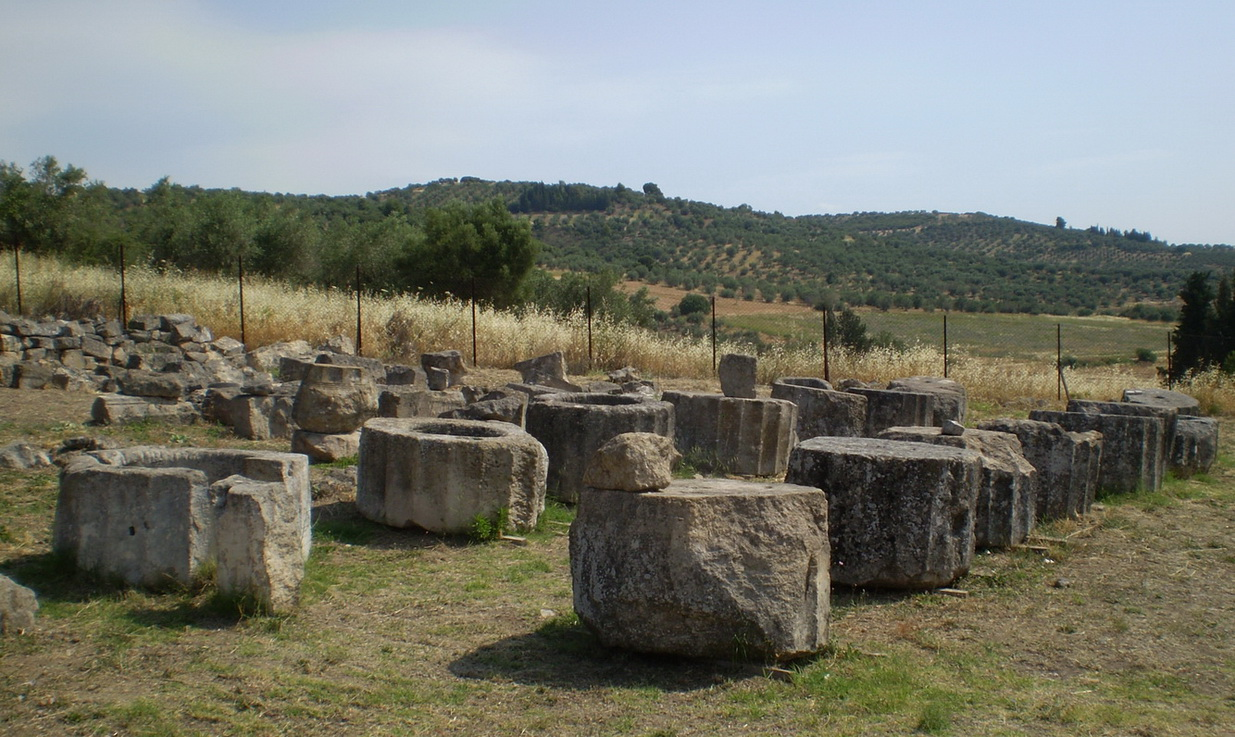
Restes del santuari trobat a Kalapodi

Kalapodi (en grec, Καλαπόδι) és un poble del municipi de Locros, Ftiòtida, Grècia.
Hi ha un jaciment arqueològic a un quilòmetre a l'est del poble. S'ha trobat un antic santuari i sembla que el culte en començà al final de l'edat del bronze i continuà fins a temps històrics; hi ha testificat culte a la zona fins a l'època imperial romana. Les excavacions recents han identificat l'indret com l'oracle foceà d'Apol·lo d'Abes, ja citat per Heròdot.
Les troballes, les ha publicades l'Institut Arqueològic Alemany en forma de monografies; ja n'han aparegut dos volums.